# Ternat (Bélgica)
Ternat es un municipio belga de la provincia del Brabante Flamenco en Flandes.
A 1 de enero de 2018 tiene 15 481 habitantes. Comprende los deelgemeentes de Ternat, Wambeek y Sint-Katherina-Lombeek.
Se ubica junto a la carretera E40, a medio camino entre Bruselas y Aalst.
Aquí se encuentra el castillo de Kruikenburg.

## Demografía

### Evolución
Todos los datos históricos relativos al actual municipio, el siguiente gráfico refleja su evolución demográfica, incluyendo municipios después de efectuada la fusión el 1 de enero de 1977.
| Gráfica de evolución demográfica de Ternat entre 1846 y 2020 |
|                                                              |